# Teorema di Hölder
Nell'analisi matematica, il teorema di Hölder afferma che la funzione Gamma non soddisfa nessuna equazione differenziale algebrica i cui coefficienti sono funzioni razionali. Questo risultato fu per la prima volta dimostrato da Otto Hölder nel 1887; successivamente vennero trovate molte altre dimostrazioni alternative.
Il teorema si generalizza anche alle funzioni q-gamma.

## Enunciato
Per ogni {\displaystyle n\in \mathbb {N} _{0}}, non esiste un polinomio non nullo {\displaystyle P\in \mathbb {C} [X;Y_{0},Y_{1},\ldots ,Y_{n}]} tale che
{\displaystyle \forall z\in \mathbb {C} \setminus \mathbb {Z} _{\leq 0}:\qquad P\!\left(z;\Gamma (z),\Gamma '(z),\ldots ,{\Gamma ^{(n)}}(z)\right)=0,}
dove {\displaystyle \Gamma } è la funzione Gamma. {\displaystyle \quad \blacksquare }
Per esempio, si definisca {\displaystyle P\in \mathbb {C} [X;Y_{0},Y_{1},Y_{2}]} come {\displaystyle P~{\stackrel {\text{df}}{=}}~X^{2}Y_{2}+XY_{1}+(X^{2}-\nu ^{2})Y_{0}}. Allora l'equazione
{\displaystyle P(z;f(z),f'(z),f''(z))=z^{2}f''(z)+zf'(z)+(z^{2}-\nu ^{2})f(z)\equiv 0}
è chiamata una equazione differenziale algebrica, che, in questo caso, ha soluzioni {\displaystyle f=J_{\nu }} e {\displaystyle f=Y_{\nu }} — le funzioni di Bessel del primo e secondo tipo, rispettivamente. Quindi, si dice che {\displaystyle J_{\nu }} and {\displaystyle Y_{\nu }} sono differenzialmente algebriche (anche algebricamente trascendenti). La maggior parte delle funzioni speciali della fisica matematica sono differenzialmente algebriche. Tutte le combinazioni di funzioni algebricamente trascendenti sono algebricamente trascendenti. Il teorema di Hölder semplicemente afferma che la funzione gamma, {\displaystyle \Gamma }, non è differenzialmente algebrica ed è perciò ipertrascendente.

## Dimostrazione
Sia {\displaystyle n\in \mathbb {N} _{0}}, e si assuma che un polinomio non nullo {\displaystyle P\in \mathbb {C} [X;Y_{0},Y_{1},\ldots ,Y_{n}]} esista tale che
{\displaystyle \forall z\in \mathbb {C} \setminus \mathbb {Z} _{\leq 0}:\qquad P\!\left(z;\Gamma (z),\Gamma '(z),\ldots ,{\Gamma ^{(n)}}(z)\right)=0.}
Poiché un polinomio non nullo {\displaystyle \mathbb {C} [X]} non può dare origine al polinomio nullo su qualunque dominio aperto non vuoto di {\displaystyle \mathbb {C} } (per il teorema fondamentale dell'algebra), si può supporre senza perdita di generalità che {\displaystyle P} contenga un monomio avente una potenza diversa da zero di una delle incognite {\displaystyle Y_{0},Y_{1},\ldots ,Y_{n}}.
Si assuma inoltre che {\displaystyle P} abbia il più piccolo grado totale con rispetto dell'ordine lessicografico {\displaystyle Y_{0}<Y_{1}<\ldots <Y_{n}<X}. Per esempio,
{\displaystyle \deg \!\left(-3X^{10}Y_{0}^{2}Y_{1}^{4}+iX^{2}Y_{2}\right)<\deg \!\left(2XY_{0}^{3}-Y_{1}^{4}\right)}
perché la più grande potenza di {\displaystyle Y_{0}} in ogni monomio del primo polinomio è più piccolo di quella del secondo polinomio.
Successivamente, si osserva che
{\displaystyle {\begin{aligned}\forall z\in \mathbb {C} \setminus \mathbb {Z} _{\leq 0}:\qquad &~P\!\left(z+1;\Gamma (z+1),{\Gamma ^{(1)}}(z+1),{\Gamma ^{(2)}}(z+1),\ldots ,{\Gamma ^{(n)}}(z+1)\right)\\=&~P\!\left(z+1;z\Gamma (z),[z\Gamma (z)]^{(1)},[z\Gamma (z)]^{(2)},\ldots ,[z\Gamma (z)]^{(n)}\right)\\=&~P\!\left(z+1;z\Gamma (z),z{\Gamma ^{(1)}}(z)+\Gamma (z),z{\Gamma ^{(2)}}(z)+2{\Gamma ^{(1)}}(z),\ldots ,z{\Gamma ^{(n)}}(z)+n{\Gamma ^{(n-1)}}(z)\right).\end{aligned}}}
Se si definisce un secondo polinomio {\displaystyle Q\in \mathbb {C} [X;Y_{0},Y_{1},\ldots ,Y_{n}]} attraverso la trasformazione
{\displaystyle Q~{\stackrel {\text{df}}{=}}~P(X+1;XY_{0},XY_{1}+Y_{0},XY_{2}+2Y_{1},\ldots ,XY_{n}+nY_{n-1}),}
allora si ottiene la seguente equazione differenziale algebrica per {\displaystyle \Gamma }:
{\displaystyle \forall z\in \mathbb {C} \setminus \mathbb {Z} _{\leq 0}:\qquad Q\!\left(z;\Gamma (z),\Gamma '(z),\ldots ,{\Gamma ^{(n)}}(z)\right)\equiv 0.}
Per di più, se {\displaystyle X^{h}Y_{0}^{h_{0}}Y_{1}^{h_{1}}\cdots Y_{n}^{h_{n}}} è il monomio con il più alto grado in {\displaystyle P}, allora il monomio più alto in {\displaystyle Q} è {\displaystyle X^{h+h_{0}+h_{1}+\cdots +h_{n}}Y_{0}^{h_{0}}Y_{1}^{h_{1}}\cdots Y_{n}^{h_{n}}}. Di conseguenza, il polinomio
{\displaystyle Q-X^{h_{0}+h_{1}+\cdots +h_{n}}P}
ha un grado totale minore di {\displaystyle P}, e siccome dà origine ad un'equazione algebrica per {\displaystyle \Gamma }, deve essere il polinomio nullo per ipotesi della minimalità di {\displaystyle P}. Quindi, definendo {\displaystyle R\in \mathbb {C} [X]} come {\displaystyle R~{\stackrel {\text{df}}{=}}~X^{h_{0}+h_{1}+\cdots +h_{n}}}, si ottiene
{\displaystyle Q=P(X+1;XY_{0},XY_{1}+Y_{0},XY_{2}+2Y_{1},\ldots ,XY_{n}+nY_{n-1})=R(X)\cdot P(X;Y_{0},Y_{1},\ldots ,Y_{n}).}
Ora, sostituendo {\displaystyle X=0} in {\displaystyle Q} si ha
{\displaystyle Q(0;Y_{0},Y_{1},\ldots ,Y_{n})=P(1;0,Y_{0},2Y_{1},\ldots ,nY_{n-1})=R(0)\cdot P(0;Y_{0},Y_{1},\ldots ,Y_{n})=0_{\mathbb {C} [Y_{0},Y_{1},\ldots ,Y_{n}]}.}
Un cambio di variabili in tal caso produce {\displaystyle P(1;0,Y_{1},Y_{2},\ldots ,Y_{n})=0_{\mathbb {C} [Y_{0},Y_{1},\ldots ,Y_{n}]}}, e un'applicazione dell'induzione matematica (insieme a cambi di variabile ad ogni passo induttivo) alla precedente espressione
{\displaystyle P(X+1;XY_{0},XY_{1}+Y_{0},XY_{2}+2Y_{1},\ldots ,XY_{n}+nY_{n-1})=R(X)\cdot P(X;Y_{0},Y_{1},\ldots ,Y_{n})}
rivela che
{\displaystyle \forall m\in \mathbb {N} :\qquad P(m;0,Y_{1},Y_{2},\ldots ,Y_{n})=0_{\mathbb {C} [Y_{0},Y_{1},\ldots ,Y_{n}]}.}
Questo è possibile se e solo se {\displaystyle P} è divisibile per {\displaystyle Y_{0}}, che contraddice la minimalità di {\displaystyle P}. Pertanto, non esiste un tale {\displaystyle P}, e quindi {\displaystyle \Gamma } non è differenzialmente algebrica. Q.E.D.